# Дамаск (мифология)
Дамаск (др.-греч. Δαμασκός) — персонажи древнегреческой мифологии, эпонимы города Дамаск.
В древнегреческих мифах двух персонажей по имени Дамаск связывали с основанием одноимённого города. Один из них, сын Гермеса и нимфы Галимеды перебрался из Аркадии в Сирию и основал Дамаск. История о Дамаске, сыне Гермеса, описана у Стефана Византийского.
Филодем из Гадары в трактате «О благочестии» приводит историю о некоем Дамаске, жившем в Сирии, который вырубил посаженную Дионисом виноградную лозу. Бог виноделия, узнав что произошло, рассердился и убил Дамаска. По мнению антиковедов миф может быть урезанным вариантом истории о гиганте Аске.